# 1337 w polityce

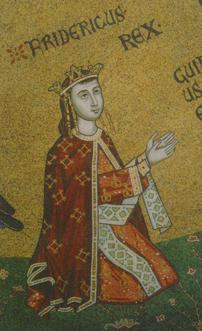
Fryderyk II Sycylijski

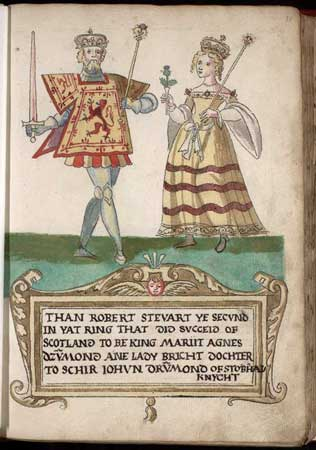
Robert III Stewart z żoną, Annabellą Drummond

Wydarzenia polityczne w 1337 roku.

## Wydarzenia
- wiosna - Wielka Rada Królewska w Paryżu uznaje Gaskonię za lenno królewskie, Francja mobilizuje wojska do wprowadzenia w życie konfiskaty dóbr Edwarda III - początek wojny stuletniej[1].
- Siedmioletni Edward, znany później jako "Czarny Książę", został księciem Kornwalii[2].
- Kazimierz Wielki zawarł w Poznaniu rozejm z Janem Luksemburskim na 10 lat[3].

## Urodzili się
- 25 lutego Wacław I Luksemburski, syn Jana Luksemburskiego[4].
- Robert III Stewart, król Szkocji (zm. 1406)[5].

## Zmarli
- 7 czerwca Wilhelm Dobry, hrabia Holandii i Zelandii[6].
- 25 czerwca Fryderyk II, król Sycylii[7][8].